# Nina Bendixen
Nina Bendixen, née le 2 juin 1982, est une animatrice météo à la radio et à la télévision danoise. Elle travaille au sein des programmes météo de DR et est également animatrice et productrice de l'émission de radio KLIMATOSSET.

## Biographie
Nina Bendixen naît le 2 juin 1982, dans une famille d'artistes. Elle est la fille de Bo Bendixen (da) (1935-1988), un artiste qui était à la fois professeur de danse et chanteur. Sa mère, Mai-Britt Bendixen, a également pratiqué la danse par le passé, mais elle exerce maintenant[Quand ?] en tant qu'infirmière.
De plus, Nina Bendixen est la nièce du juge de l'émission Danse avec les stars, Britt Bendixen (da), et la cousine du réalisateur Niclas Bendixen.

## Parcours professionnel
En 2005, Nina Bendixen obtient son diplôme d'interprète musicale à l'École nationale de théâtre du Danemark. Depuis lors, elle danse au Théâtre royal, au Théâtre d'Odense, au Théâtre de Fredericia et au Théâtre de Nørrebro. En parallèle, elle apparaît également dans des revues et exerce en tant que chorégraphe à Nyborg Voldspil.
En 2011, elle joue le rôle d'une présentatrice météo dans une publicité pour le Brobizz de la Great Belt Link. La directrice de casting qui l'a découverte pour ce rôle est tellement enthousiasmée par sa performance qu'elle suggère à DR que Nina Bendixen pourrait être un excellent choix pour présenter la météo à la radio et à la télévision lorsque le poste sera disponible.

En 2013, Nina Bendixen obtient son diplôme de journaliste de l'université du Danemark du Sud. L'année suivante, en 2014, elle rejoint DR en tant que présentatrice météo, après avoir été animatrice du matin à la station de radio Klubben des médias de Funen. Son passage à la télévision représente un nouveau défi, car elle doit désormais s'adapter à une interaction avec le public qui diffère totalement de ce à quoi elle était habituée. Elle déclare :
« J'ai toujours voulu être journaliste, mais je viens d'une famille d'artistes, et c'est ce qui m'est venu en premier. Je n'ai donc commencé le journalisme qu'à l'âge de 27 ans, et cela n'a pas été une partie de plaisir. Mon projet de licence portait sur les gangs de Vestegnen. Même si je ne vais pas jouer un rôle ici et me contenter d'être moi-même, j'ai appris quelque chose sur la communication et le fait d'aller au-devant des gens, et cela me servira certainement dans mon travail de présentatrice météo.»
En 2019, Nina Bendixen lance sa propre émission sur le climat intitulée Klimatosset, diffusée sur la nouvelle station de Radio4. En parallèle à son travail dans les médias, elle exerce en tant que spécialiste du climat à Børneavisen. Nina Bendixen s'investit activement dans la sensibilisation à la crise climatique et partage ses connaissances à travers différentes activités. Elle publie un livre destiné à répondre aux questions des enfants sur ce sujet, tout en donnant des conférences et en enseignant au sein de Klimakysset, une organisation qu'elle a cofondée avec Line Østergaard.

## Famille
Nina Bendixen épouse le musicien Lasse Lefevre en 2015.
Elle est mère de deux enfants,.

## Ouvrages
- (da) Margrethe Brun Hansen & Nina Bendixen, Hvorfor planter vi ikke bare en masse træer? og andre gode klimaspørgsmål fra børn, Danemark, Carslen, 3 avril 2023, 160 p. (ISBN 9788727018263)
- (da) Nina Bendixen, Klimaet, Danemark, ForlagetEpsilon.dk, 5 novembre 2021 (ISBN 8793064799)
- (da) Nina Bendixen, Klimaforandringer, Danemark, ForlagetEpsilon.dk, 5 novembre 2021 (ISBN 978-8793064805)